# Fernando Pasquinelli
Fernando Adrián Pasquinelli (n. Cañada de Gómez, provincia de Santa Fe, Argentina, 13 de marzo de 1980) es un exfutbolista argentino. Jugaba de delantero. Formado en las inferiores de Boca Juniors, Pasquinelli desarrolló parte de su carrera en países como Inglaterra, Honduras, Escocia y Ecuador.

## Trayectoria
Debutó con Boca Juniors en 1999 de la mano de Carlos Bianchi, formando parte del plantel que se coronó en el Clausura 1999 y en la Copa Libertadores 2000. Para la Temporada 2000/01, Boca Juniors lo cede al Leicester City de la Premier League de Inglaterra, y a inicios de 2001 al Motagua de la Liga Nacional de Honduras. Ese mismo año ficha para San Telmo y, en 2002, por Temperley. 
En 2003 regresa a Europa para jugar por el Livingston de Escocia. Un año después llega a un acuerdo por € 50.000 con el Aberdeen también del fútbol escocés. En el año 2005 regresa a la Argentina para jugar por Talleres de Córdoba. Posteriormente volvería a jugar con Temperley y también con Platense. En 2008 ficha con la Liga Deportiva Universitaria de Portoviejo de Ecuador, equipo con el que nada más se mantuvo seis meses.
A su regreso a Argentina, Pasquinelli ficha por el Sarmiento de Junín, manteniéndose allí por dos años. En 2010 se va a jugar a préstamo con el Tristán Suárez. Luego de seis meses, regresa a Sarmiento, en donde consigue el ascenso a la Primera B Nacional en 2012, formando dupla de ataque con Ramón Wanchope Ábila. Culminó su carrera en Barracas Central y San Telmo.
Desde el año 2018 que se encuentra dirigiendo la reserva del club más grande de Moreno, Centro Comunitario Kadima. Y en el primer semestre del año 2019, logró el ascenso invicto a la división A.

## Clubes
| Club                | País       | Año       |
| ------------------- | ---------- | --------- |
| Boca Juniors        | Argentina  | 1999-2000 |
| Leicester City      | Inglaterra | 2000      |
| Motagua             | Honduras   | 2001      |
| San Telmo           | Argentina  | 2001-2002 |
| Temperley           | Argentina  | 2002      |
| Livingston          | Escocia    | 2003-2004 |
| Aberdeen            | Escocia    | 2004-2005 |
| Talleres de Córdoba | Argentina  | 2005-2006 |
| Temperley           | Argentina  | 2007      |
| Platense            | Argentina  | 2007      |
| Liga de Portoviejo  | Ecuador    | 2008      |
| Sarmiento de Junín  | Argentina  | 2008-2010 |
| Tristán Suárez      | Argentina  | 2010      |
| Sarmiento de Junín  | Argentina  | 2011-2012 |
| Barracas Central    | Argentina  | 2012-2013 |
| San Telmo           | Argentina  | 2013      |

## Palmarés
| Título            | Club               | País      | Año     |
| ----------------- | ------------------ | --------- | ------- |
| Primera División  | Boca Juniors       | Argentina | C-1999  |
| Copa Libertadores | Boca Juniors       | Argentina | 2000    |
| Primera B         | Sarmiento de Junín | Argentina | 2011/12 |

## Controversias
- En 2000, Fernando Pasquinelli, fue el primer jugador Argentino en incorporarse  Leicester City Footmall Club (entrevista desde junio).[2]